# 扭轉時光機
《扭轉時光機》（英語：Hot Tub Time Machine），2010年美國科幻喜劇，史蒂夫·平克執導，約翰·庫薩克、羅伯·考德瑞、克雷格·羅賓森、克拉克·杜克、克斯賓·葛洛佛、麗茲·凱普蘭、切維·切斯主演。故事講述4名男子於熱水浴缸意外穿越到1986年，並嘗試找尋回到2010年的方法。其續集《扭轉時光機2》於2015年2月20日發行。

## 外部連結
- 互联网电影数据库（IMDb）上《Hot Tub Time Machine》的资料（英文）